# Баиров, Гирей Алиевич
Гире́й Али́евич Баи́ров (2 мая 1922, Алушта — 6 июля 1999, Санкт-Петербург) — советский и российский врач-педиатр, детский хирург, доктор медицинских наук (1960), профессор, член-корреспондент Академии медицинских наук СССР (1963), заведующий кафедрой детской хирургии Санкт-Петербургской педиатрической медицинской академии, заслуженный деятель науки Российской Федерации (1994), один из основоположников детской хирургии в Ленинграде.

## Биография
Родился в семье школьного учителя Али Меметовича Баирова и его жены Лидии Ивановны (ур. Игнатович). Один из дедов Г. А. Баирова — Мемет Баиров был уездным врачом, другой — Иван Игнатьевич Игнатович — выпускник Медико-хирургической академии, коллежский советник, служил земским и одновременно городским врачом в Опочке, где так же состоял членом Городской Думы.
После окончания в 1938 г. школы сдал вступительные экзамены в Московский авиационный институт, однако в последний момент изменил свои планы и оказался[уточнить] студентом Первого московского медицинского института. Осенью 1941 г., после начала Великой Отечественной войны, институт был эвакуирован в Уфу, однако Баиров отправился в Саратов, где продолжил учёбу на военном факультете Саратовского медицинского института. В феврале 1943 г., с окончанием института был направлен врачом в действующую армию (мотострелково-пулеметный батальон 135-й танковой бригады, 23-го танкового корпуса Юго-Западного фронта). Был тяжело ранен при форсировании Северского Донца во время Изюм-Барвенковской наступательной операции в боях 19-21 июля 1943 года. Как следует из донесения, капитан медицинской службы Г. А. Баиров:

«…на поле боя оказал первую медицинскую помощь 400 бойцам и командирам. Лично сам вынес тяжело раненых бойцов и командиров с их оружием 35 человек. Сам тяжело был ранен в голову, ногу и руку, но продолжал руководить санинструкторами и санитарами в течение 3-х часов».— 
Находясь на лечении в военно-полевом госпитале в районе Кантемировки, познакомился со своей будущей женой — на тот момент хирургом госпиталя. По воспоминаниям Веры Самуиловны, именно тогда, в Кантемировке, стоя на костылях, Баиров впервые принял участие в оперировании ребёнка, что стоило ему больших переживаний и в итоге привело к решению в будущем стать детским хирургом.
После возвращения в строй и до окончания войны Баиров служил хирургом в военно-полевом госпитале, а после выхода в 1945 г. в отставку, приехал в Ленинград, где сначала работал хирургом одной из детских поликлиник, затем был принят в детскую больницу им К. А. Раухфуса. В 1949 году Баирову заведующий кафедрой хирургии детского возраста педиатрического института, профессор Александр Владиславович Шацкий. предложил должность лаборанта своей кафедры с перспективой вскоре стать ассистентом (1951). В 1954 году в Ленинградском педиатрическом институте Баиров защитил кандидатскую диссертацию.
В 1955 году педиатр, академик А. Ф. Тур в своем труде перечислил те врождённые заболевания, в лечении которых медицина бессильна. Вскоре новорожденного мальчика с одним из таких заболеваний — атрезией пишевода, с трахео-пищеводным свищем успешно прооперировал Г. А. Баиров. Это было настоящей сенсацией, о которой заговорили как о достижении советской науки мирового масштаба, заговорили на страницах передовых журналов. В том же 1955 г. Баиров стал доцентом кафедры, а с защитой в 1960 г. докторской диссертации на тему «Переломы в области локтевого сустава у детей» и с получением звания профессора, возглавил её.
Он получил кафедру из рук своего друга, будущего академика Станислава Долецкого. Возглавив кафедру детской хирургии, Баиров принял на себя обязанности по организации единой службы детской хирургии в Ленинграде. Именно Баиров оказался её признанным лидером на протяжении почти сорока лет, что было подкреплено избранием его в 1963 г. членом-корреспондентом Академии медицинских наук СССР.
К началу 60-х годов хирургическая помощь детям оказывалась достаточно фрагментарно в трех стационарах города и клинике педиатрического института. Ещё существовал институт им. Г. И. Турнера, где лечились дети с ортопедической патологией. Благодаря Баирову количество детских хирургических больниц в Ленинграде удвоилось. Были образованы специализированные детские отделения: экстренной и плановой хирургии, хирургии новорожденных, травматологические, урологические отделения. Особая заслуга Герею Алиевичу принадлежит в организации впервые, построенной в Ленинграде за годы советской власти, детской городской больницы № 1. Именно здесь разместилось специализированное отделение для лечения новорожденных с пороками развития. Уже через 2 года после открытия отделения, в 1979 году Г. А. Баирову за разработку методов оперативного лечения детей с врожденными пороками развития совместно с Ю. Ф. Исаковым и С. Я. Долецким за аналогичную деятельность в Москве, была присуждена Государственная премия СССР. Результаты многолетнего опыта Баирова и его сотрудников были представлены в первом отечественном «Атласе операций у новорожденных».
Баиров возглавил коллектив, занимавшейся диагностикой и лечением гнойно-септических заболеваний органов брюшной полости у детей. Первая в СССР мобильная бригада гемосорбции была организована при участии Баирова.
Баиров стоял у истоков создания в Ленинграде единой службы детской анестезиологии, реаниматологии и неотложной помощи в педиатрии. В педиатрическом институте была создана кафедра неотложной педиатрии, которую возглавил ближайший ученик и соратник Баирова, главный анестезиолог-реаниматолог Ленинграда, профессор Эдуард Цыбулькин.
В течение многих лет Баиров возглавлял в Ленинграде секцию хирургии детского возраста при Хирургическом обществе им. Н. И. Пирогова.
В 1992 г. Баиров оставил должность, передав её своему ученику, профессору Эдуарду Владимировичу Ульриху, но продолжил работать на кафедре консультантом до самого дня своей смерти.
Именно Э. В. Ульриху принадлежат следующие слова:

«…Он все знал и умел в детской хирургии, много оперировал, писал свои труды, читал лекции студентам, работал с диссертантами. Он был беспощаден к себе, требователен к другим, всегда хотел многого и, самое главное, умел его добиться. Он жил работой, был в ней с головой, буквально как маршал в решающей битве. Когда шли операции по поводу атрезии пищевода у новорожденных, а также другие уникальные баировские хирургические неотложные вмешательства, мы обязаны были докладывать о поступлениях в клинику детей круглосуточно. Представляете себе: два-три звонка за ночь на квартиру. <…> Конечно, это была работа на износ. Но Баиров тащил воз добровольно. Он просто не мог иначе…».
Скончался Баиров 6 июля 1999 г. Похоронен в Санкт-Петербурге на Смоленском православном кладбище.

## Семья
Жена: Вера Самуиловна Баирова — детский анестезиолог-реаниматолог, заведующая отделением анестезиологии детской больницы им К. А. Раухфуса.
Сыновья:
Али Баиров — к.м.н., детский хирург, доцент кафедры хирургических болезней СЗГМУ им. И. И. Мечникова, куратор хирургической службы детской больницы св. Марии Магдалины;
Владимир Баиров — профессор, д.м.н., зав. НИЛ детской хирургии пороков развития ФГБУ «СЗФМИЦ» клиника ПЦ.

## Ученики и соратники
Н. Е. Сурин, Г. В. Глотович В. Д. Тихомирова, К. Л. Дрейер, Н. С. Манкина, Р. В. Степанова, Е. П. Севбо, И. А. Маршев, Е. А. Остропопьская, А. Л. Капитанаки и многие многие другие.
Под руководством Баирова защищены 31 докторская и 120 кандидатских диссертаций.
Некоторые ученики:
- Баиров Владимир Гиреевич[11] — профессор, д.м.н., зав. НИЛ детской хирургии пороков развития ФГБУ «СЗФМИЦ» клиника ПЦ;
- Гордеев Владимир Ильич[12] — профессор, д.м.н., заведующий кафедрой анестезиологии, реаниматологии и неотложной педиатрии СПбГПМУ;
- Караваева Светлана Александровна[13] — профессор, д.м.н., хирург-неонатолог;
- Комиссаров Игорь Алексеевич[13] — профессор, д.м.н., заведующий кафедрой детской хирургии СПбГПМУ;
- Купатадзе Дмитрий Дмитриевич[13] — профессор, д.м.н., сосудистый хирург;
- Немилова Татьяна Константиновна[14] — профессор, д.м.н., хирург-неонатолог, главный внештатный специалист-детский хирург Комитета по здравоохранению Санкт-Петербурга;
- Осипов Игорь Борисович[15] — профессор, д.м.н., заведующий кафедрой урологии СПбГПМУ;
- Попов Аркадий Александрович[13] — доцент к.м.н., хирург-неонатолог;
- Ульрих Эдуард Владимирович[13] — профессор, д.м.н., преемник Г. А. Баирова в должности заведующего кафедрой детской хирургии;
- Цыбулькин Эдуард Кузьмич — профессор, д.м.н., основатель и первый руководитель кафедры неотложной педиатрии Ленинградского педиатрического медицинского института.

## Награды

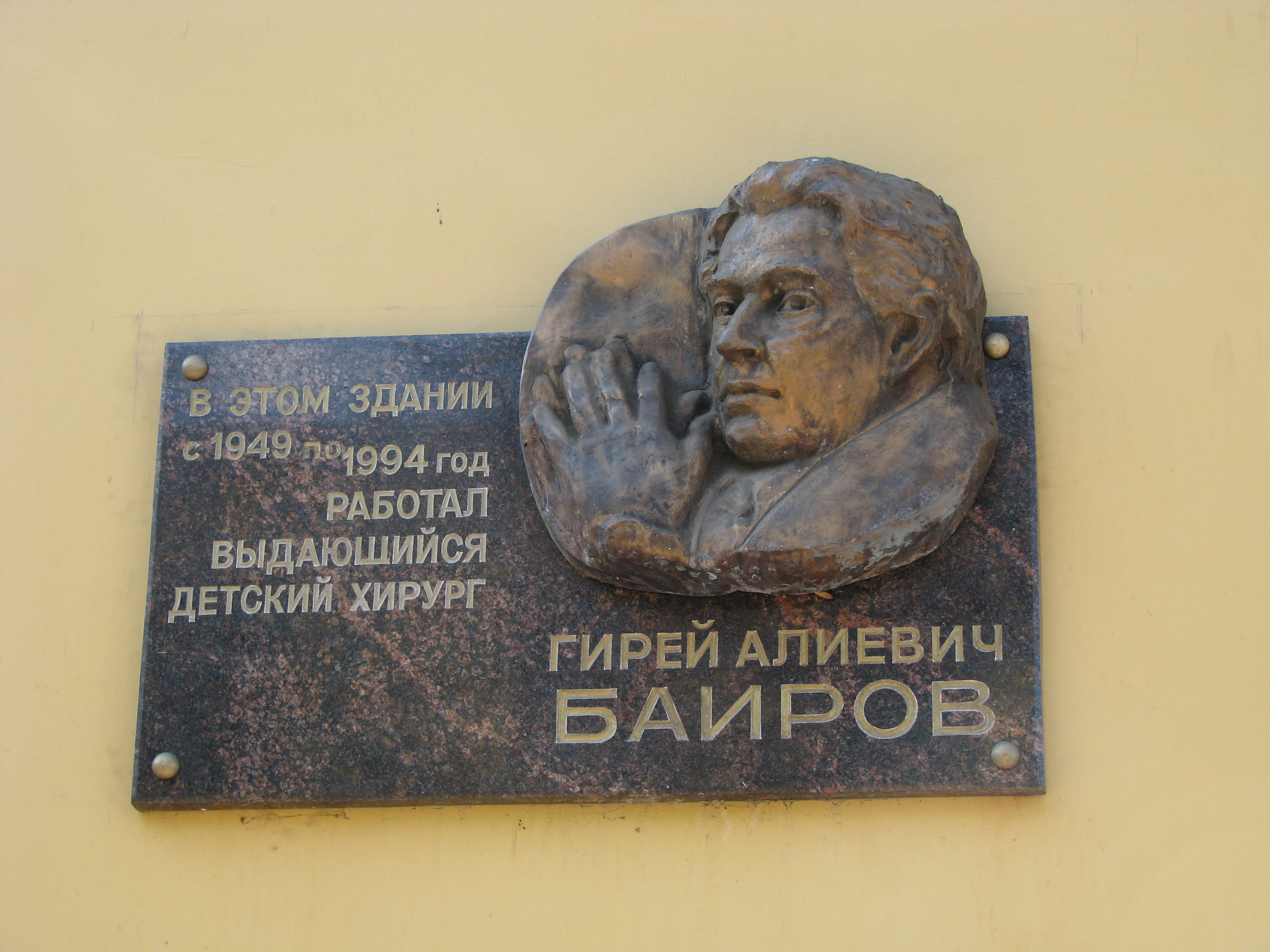
Мемориальная доска Г. А. Баирову на здании хирургической клиники СПбГПМУ

- Орден Отечественной войны I степени;
- Медаль «За победу над Германией в Великой Отечественной войне 1941—1945 гг.»;
- Орден Трудового Красного Знамени;
- Орден Дружбы народов;
- Государственная премия СССР;
- Заслуженный деятель науки Российской Федерации (30 декабря 1994)[16] — за заслуги в научной деятельности

## Память
- Мемориальная доска в память того, что в этих стенах в период с 1949 по 1999 гг. трудился профессор, чл.-корр. АМН СССР Баиров, установлена в Санкт-Петербурге на фасаде Санкт-Петербургского педиатрического медицинского университета.
- Имя присвоено кафедре хирургических болезней детского возраста СПбГПМУ[17].
- Мемориальная доска в память того, что в этих стенах в период с 1959 по 1999 гг. трудился профессор, член-корр. АМН СССР Гирей Алиевич Баиров, установлена в Санкт-Петербурге на фасаде детской городской больницы № 2 святой Марии Магдалины[18].
- Сквер в центре Алушты назван именем Гирея Алиевича Баирова (2017)[19][20]. В 2019 г. в этом сквере открыт памятник Гирею Баирову[21].